# Antoine Balland (chimiste)
Pour les articles homonymes, voir Balland.
Ne doit pas être confondu avec Antoine Balland.
Joseph Antoine Félix Balland, né le 16 janvier 1845 à Saint-Julien-sur-Reyssouze, et mort le 6 janvier 1927 à Paris 7e,, est un chimiste, pharmacien et historien des sciences français.

## Biographie
Fils de Denis Félix Balland et de Constance Eugénie Priche, il était pharmacien militaire, chimiste et historien scientifique, ainsi que le directeur des laboratoires d'expertise de l'Hôtel des Invalides.
Bachelier ès sciences au lycée de Bourg-en-Bresse, élève en pharmacie puis à l'Ecole impériale du service de santé militaire de Strasbourg, il devient pharmacien de 1ère classe en 1868 et va suivre les cours du Val-de-Grâce de 1865 à 1868, mais aussi les cours du botaniste Pierre Étienne Simon Duchartre et du naturaliste Milne-Edwards à la Faculté des sciences de Paris. 
Après avoir participé à la Guerre de 1870, il est affecté au Val-de-Grâce et est à Paris lors du siège de la ville puis lors de la Commune de Paris. Il occupe ensuite plusieurs postes en Algérie pendant six ans, notamment à Alger, à Orléansville et à Médéa. 
De 1881 à 1882, il est pharmacien-adjoint à la Légion de la Garde républicaine à Paris. De 1882 à 1884, il devient pharmacien major de 1ère classe de l’hôpital militaire à Cambrai, puis de 1885 à 1888 à Amiens. Il revient à Paris pour l’Exposition universelle de 1889. Il travaille ensuite à la pharmacie de l’Hôtel national des Invalides de 1889 à 1890. De 1891 à 1905, il travaille dans les laboratoires d'expertises de l'Administration de la guerre. Il est rappelé en 1914-1918 à la direction du laboratoire d’expertises des Invalides.
Pendant vingt ans, il analyse les produits destinés à l’alimentation et à l’hygiène des soldats: le blé, la farine et le pain, travaux pour lesquels il obtient le Prix Montyon. 
Spécialiste de la chimie alimentaire, il effectue un certain nombre d’études analytiques sur les denrées de l'alimentation: la viande, le poisson, les mollusques, les légumes, l'avoine, le maïs, ainsi que la paille. Il étudie aussi l’aluminium, dont il provoquera l'essor de l'industrie en France. 
En tant qu'historien des sciences, il publie des études sur Antoine Parmentier, Eugène Millon, Jérôme Dizé et François-Zacharie Roussin. Il publie en tout environ deux cent communications et mémoires au cours de sa vie.

## Reconnaissance

### Sociétés
- Académie d'agriculture de France : membre non résidant, 1919-1927
- Académie des sciences : correspondant 1912-1927 (section d'économie rurale)
- Académie nationale de médecine : membre correspondant, 1877, membre associé national, 1910-1927
- Société d'histoire de la pharmacie : membre cofondateur, 1913
- Société de pharmacie de Lyon

### Décorations
- Officier d'Académie en 1883
- Chevalier de la Légion d'honneur en 1885
- Officier de la Légion d'honneur en 1901
- Officier de l'Instruction publique
- Officier de l'ordre du Mérite agricole

### Prix
- Lauréat du Prix Montyon de l'Académie des sciences (1894)
- Médaille d’or de la Société nationale d’agriculture

## Publications
- Physiologie végétale. De l'influence des climats sur la maturation des blés, 1880.
- Travaux scientifiques des pharmaciens militaires français, Paris, Asselin, 1882.
- Mémoire sur les blés germés, Alger, Fontana, 1883.
- Note sur les blés des Indes, 1883.
- Falsification des farines, Alger, Fontana, 1884.
- Sur la présence d'alcaloïdes dans les anciennes farines, 1885.
- Deuxième mémoire sur les farines, Paris, Marpon et Flammarion, 1885.
- Les pharmaciens militaires, Paris, Georges Chamerot (d) , 1887.
- Notices biographiques sur les anciens pharmaciens inspecteurs de l'armée, Paris, Charles-Lavauzelle, 1892.
- Expériences sur le pain et le biscuit, Paris, Charles-Lavauzelle, 1893.
- Stérilisation du pain de munition et du biscuit, Corbeil, Gaté, 1894.
- Recherches sur les blés, les farines et le pain, Paris et Limoges, Charles-Lavauzelle, 1894.
- Observations sur les farines, Paris et Limoges, Charles-Lavauzelle, 1895.
- Composition de quelques avoines françaises et étrangères de la récolte de 1893, Paris et Limoges, Charles-Lavauzelle, 1895.
- Les ateliers révolutionnaires de Salpêtre, Paris, Chamerot et Renouard, 1901.
- La chimie alimentaire dans l'œuvre de Parmentier, Paris, Baillière, 1902.
- Sur quelques farines ou fécules exotiques employées à l'alimentation, Paris, Levé, 1903.
- Expériences sur les matières grasses et l'acidité des farines, Paris, Levé, 1904.
- Analyses de caroubes de différentes provenances, Paris, Levé, 1904.
- Sur le blé et l'orge de Madagascar, Paris, Levé, 1904.
- Observations générales sur les cafés, Paris, Levé, 1904.
- Sur les graines du baobab, Paris, Levé, 1904.
- Les pharmaciens en chef d'armée, Paris, 1905.
- Sur les terres comestibles, Paris, Levé, 1906.
- Le chimiste Dizé : sa vie, ses travaux (1764-1852), avec Albert Pillas, Paris, Baillière, 1906[5].
- Les aliments : analyse, expertise, valeur alimentaire, Paris, Baillière, 1907.
- Les aliments 1, Céréales : analyse, expertise, valeur alimentaire, Paris, Baillière, 1907.
- Les aliments 2, Légumes, fruits, viandes, laitages, conserves, boissons & fourrages : analyse, expertise, valeur alimentaire, Paris, Baillière, 1907.
- Le chimiste Zacharie Roussin : chimie, physiologie, expertises médico-légales, avec Dominique Luizet, notice biographique par H. Chasles, préface par Albin Haller, Paris, Baillière, 1908.
- Sur les graines d'Aleurites de Cochinchine, Paris, Levé, 1908.
- Les pharmaciens militaires tués ou morts en campagne de maladies épidémiques, Paris, 1908.
- Sur l'Aspergillus niger des tanneries, Paris, Doin, 1909.
- Comment choisir ses aliments pour établir son menu, Paris, Baillière, 1909.
- Saint-Julien-sur-Reyssouze : résumé des principaux événements survenus dans cette commune de 1300 à 1852, Bourg, 1910.
- Les pharmaciens militaires français, Paris, Fournier, 1913.
- La Guerre de 1870 et la Commune, notes d'un jeune aide-major, Bourg, 1916.
- Sur la distribution du chlore dans les céréales et les légumes secs, Paris, Levé, 1917.
- Conserves de lait, Paris, 1918.
- Conserves de fruits, Paris, 1918.
- Les aliments de France et des colonies : Composition chimique, valeur alimentaire, tables d'analyses, Paris, Baillière, 1923.
- La pharmacie militaire et son passé, Paris, BIU Santé, 2011.
- Note sur les titres et travaux d'Antoine Balland, Paris, BIU Santé, 2013.
- Les pharmaciens militaires français, Paris, BIU Santé, 2020.